# Natzwiller
Natzwiller, deutsch Natzweiler, ist eine französische Gemeinde mit 528 Einwohnern (Stand 1. Januar 2021) mit dem Charakter einer Streusiedlung im Département Bas-Rhin in der Region Grand Est (bis 2015 Elsass) in den Vogesen. Die Talschaft, ein Seitental des Tals der Bruche, heißt Vallée de la Rothaine.

## Geschichte
Während des Zweiten Weltkrieges war Natzweiler der Standort des KZ Natzweiler-Struthof. Überreste dieses einzigen in Frankreich befindlichen Konzentrationslagers sind noch heute vorhanden. Der Ort wurde gewählt, da es hier seltenem roten Granit gab. Diesen abzubauen war Aufgabe der Häftlinge. Der Steinbruch gehört heute zur KZ-Gedenkstätte.

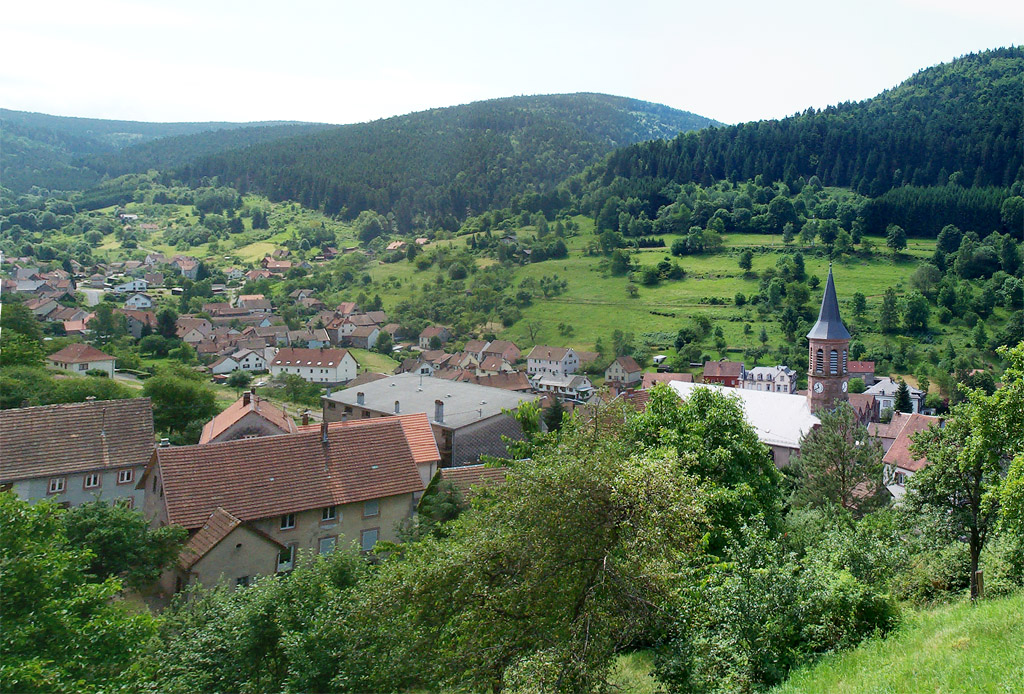
Stadtansicht
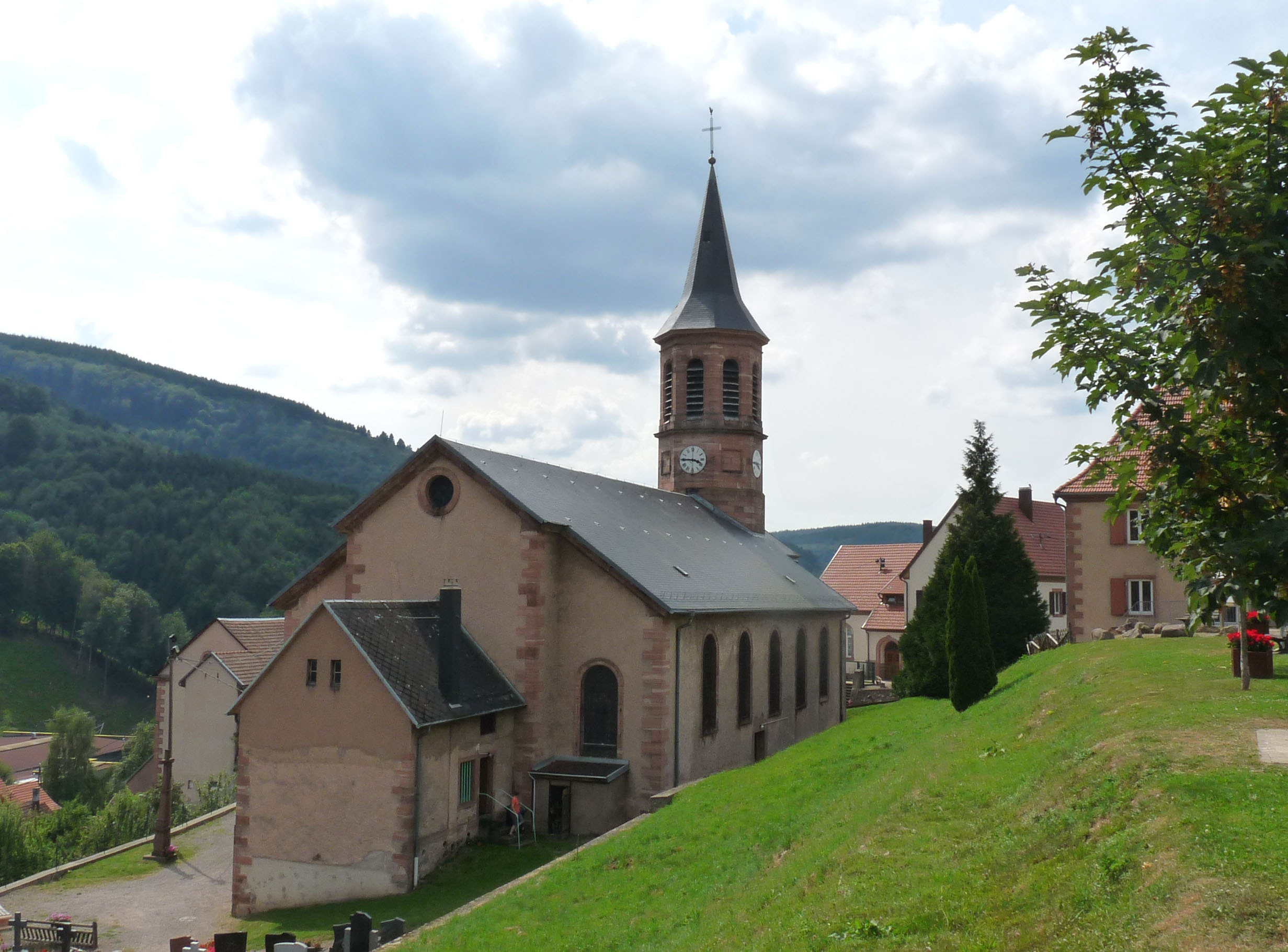
Kirche Saint-Genès
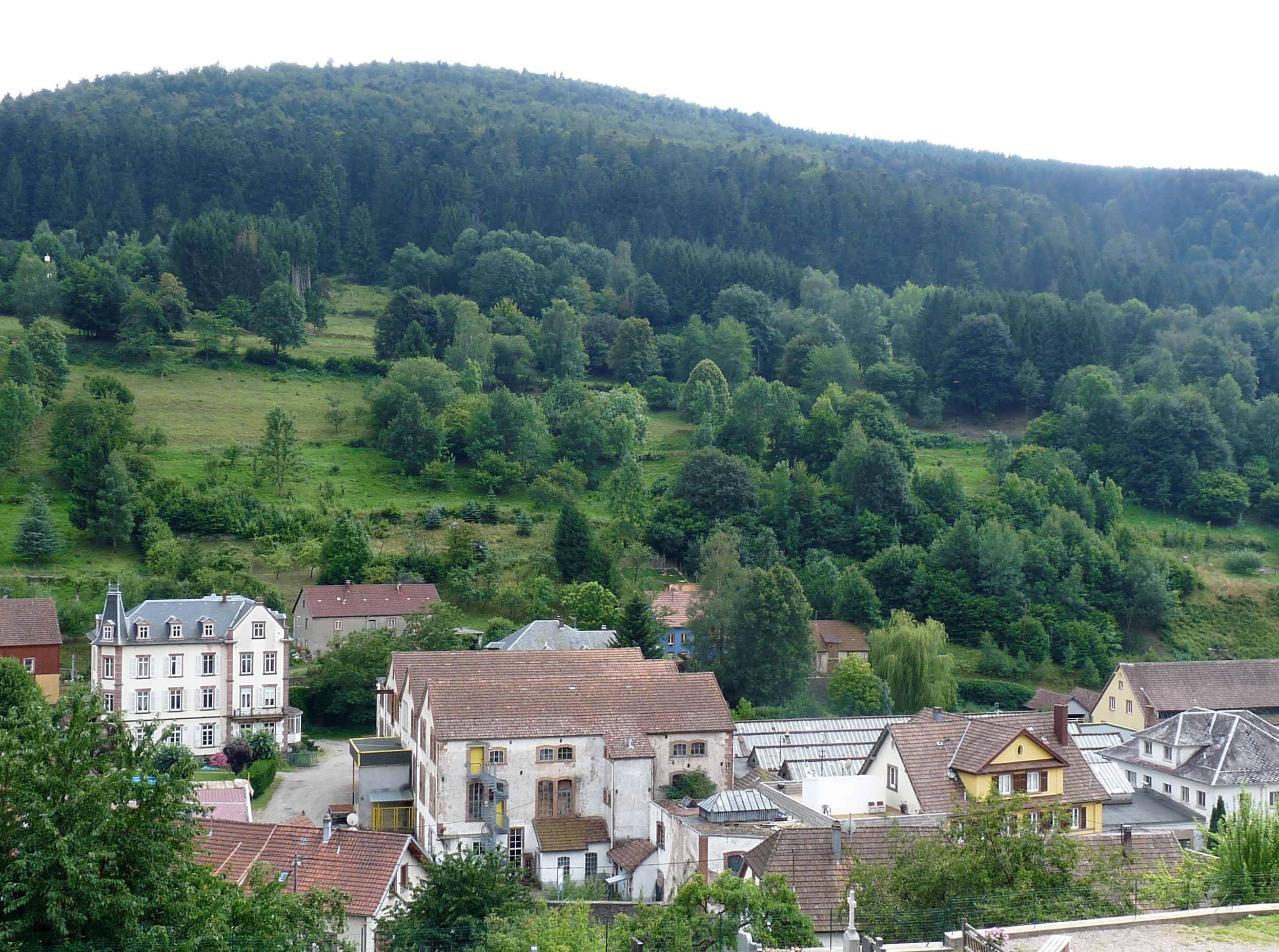
Tal der Rothaine mit Fabrikgebäude der Textilindustrie
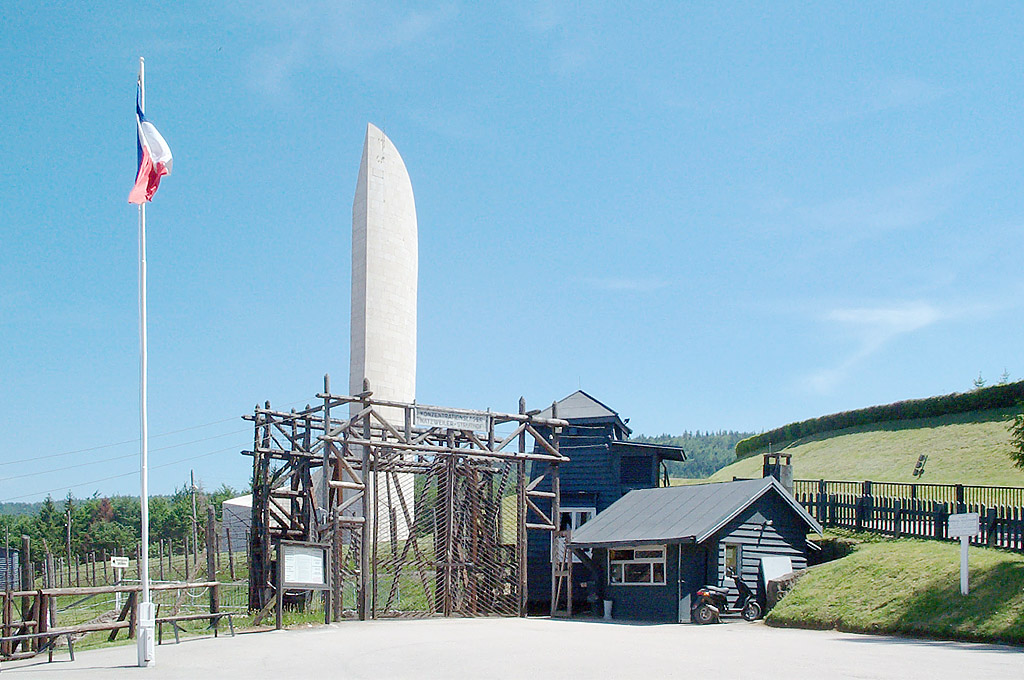
Eingang des KZ Struthof

## Bevölkerungsentwicklung
| Jahr      | 1962 | 1968 | 1975 | 1982 | 1990 | 1999 | 2006 | 2017 |
| Einwohner | 763  | 776  | 702  | 658  | 634  | 624  | 599  | 542  |